# Funk metal
O funk metal (também conhecido como thrash funk, funkcore ou punk-funk) é um subgênero do funk rock e do metal alternativo que mescla técnicas sonoras e riffs característicos do metal e do funk.
Caracteriza-se pelo uso de riffs bastante pesados típicos do heavy metal: o baixista toca ritmos característicos de funk (incorporando a técnica do slap, às vezes ritmos do rock alternativo. Os compositores se aproximam de rimas "estilo-hip hop".

## História e características
O site Allmusic descreveu que o "funk metal evoluiu em meados dos anos 80, quando bandas de rock alternativo como Red Hot Chili Peppers e Fishbone começaram a mesclar funk com heavy metal". Faith no More é descrito como uma banda de funk metal que teve "interesse" pelo rap metal. Rage Against the Machine além de mesclar o funk, metal e rap, também trouxe elementos do punk rock. Primus, uma banda que nunca teve um gênero definido, tem sido referido como "thrash metal - que conheceu Don Knotts". Living Colour foi citado pela revista Rolling Stone como "pioneiros do black-funk-metal".

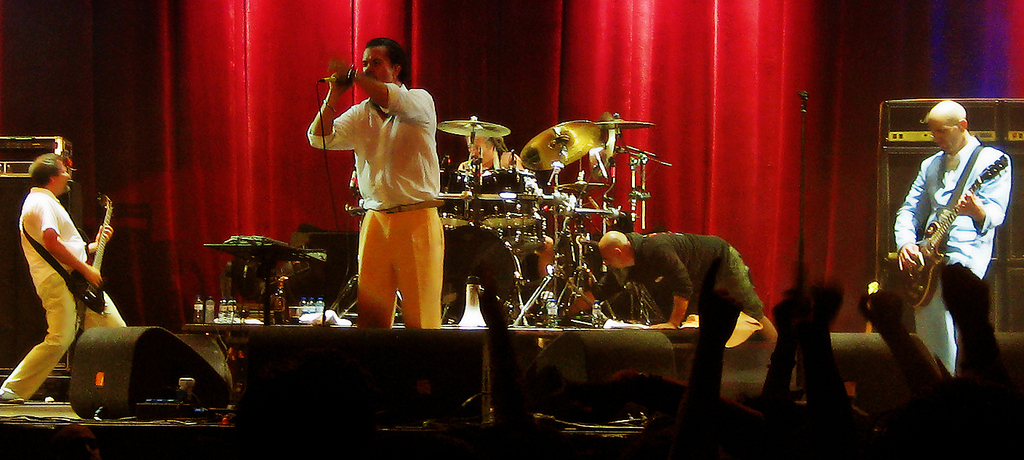
Faith No More misturando funk metal com metal alternativo e rock experimental.

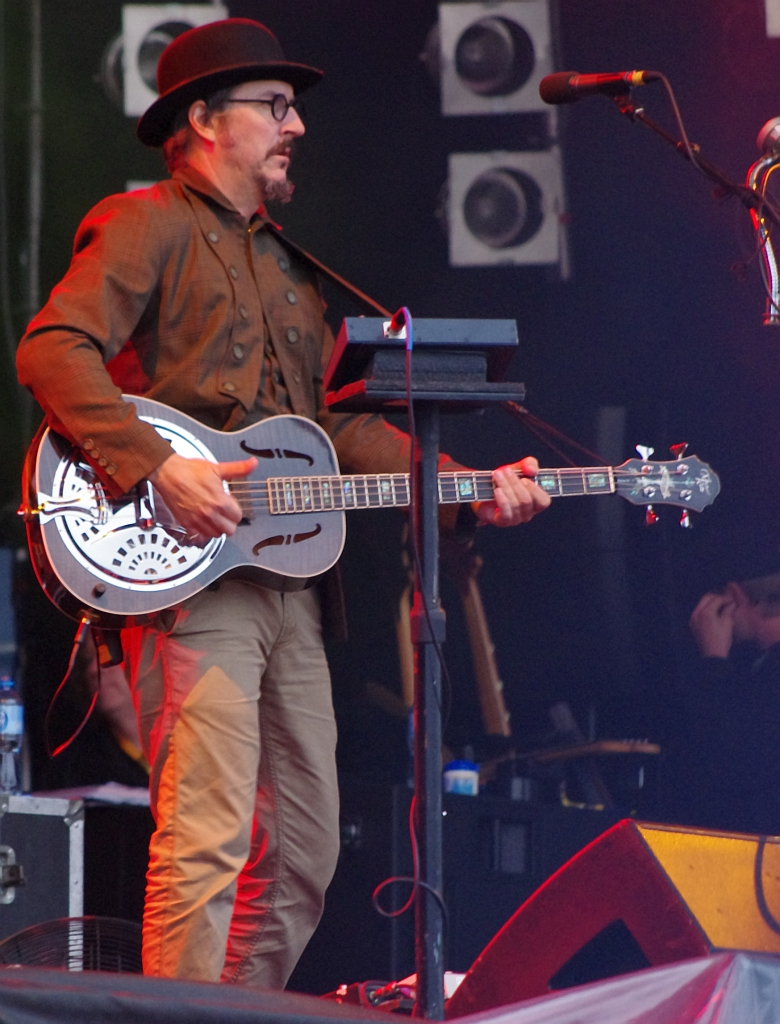
Les Claypool, vocalista da banda de funk metal Primus.

Algumas bandas que não são da "cena underground", como o Bang Tango e Extreme, frequentemente incorporam características do funk metal em seu estilo musical.

## Bandas notáveis defunk metal
- 24-7 Spyz[11]
- Bang Tango[9]
- Bootsauce[4]
- Buckethead
- Clutch[12]
- Dance Gavin Dance
- Electric Boys[13]
- Electric Love Hogs
- Extreme[10]
- Faith No More[4]
- Family Force 5
- Fishbone
- Follow for Now
- Gargamel!
- Hoobastank
- Hurtsmile[14]
- I Mother Earth[4]
- Incubus[15]
- Infectious Grooves[16]
- Jane's Addiction
- Kid Rock[17]
- Korn
- L.A.P.D.[18]
- Living Colour[8]
- Lucy Brown
- Maximum the Hormone
- Mind Funk[19]
- Mr. Bungle[4]
- Mordred[18]
- Nuclear Rabbit
- Powerman 5000
- The Organization
- Praxis
- Primus[4]
- Psychefunkapus[18]
- Queen Anne's Revenge
- Rainbow Butt Monkeys
- Rage Against the Machine[6]
- Red Hot Chili Peppers[4]
- Rollins Band
- Royal Crescent Mob[4]
- Siam Shade
- Snot[20]
- Sound Barrier
- Stevie Salas
- Sugar Ray[4]
- Suicidal Tendencies[21]
- Super Junky Monkey
- Tihuana
- T.M. Stevens
- Ugly Kid Joe
- Urban Dance Squad[22]
- Zebrahead[4]